# Vera Wang
Vera Ellen Wang (kínaiul: 王薇薇 Vang Venj-vej (Wang Weiwei)) (New York, 1949. június 27. –) amerikai divattervező. Elsősorban esküvői ruháiról ismert.

## Élete
Szülei jómódú kínai bevándorlók voltak. Manhattanben nőtt föl. A Chapin School nevű elit magániskolába járt, és táncolni tanult a School of American Ballet-ban. Az egyetemet a Sarah Lawrence College-ban végezte el, de egy rövid ideig Párizsban, a Sorbonne-on is tanult. Wang eredményes műkorcsolyázó volt: 1968-ban és 1969-ben is indult az amerikai nemzeti bajnokságon, és párosban országos ötödik helyezést ért el, de nem jutott be az olimpiai csapatba és ezért 1971-ben abbahagyta a versenyszerű korcsolyázást.
Az egyetem után a Vogue magazinnál kezdett dolgozni, ahol 23 éves korára szerkesztő lett. 1987-ben otthagyta a Vogue-ot és a Ralph Laurennál helyezkedett el.
1989-ben összeházasodott Arthur Beckerrel. Esküvői ruháját maga tervezte, miután elégedetlen volt a létező választékkal. Ezután nyitotta meg saját esküvőiruha-szalonját, ahol eleinte Guy Laroche, Arnold Scaasi, Carolina Herrera és Christian Dior ruháit árulta, de később saját, Vera Wang márkájú esküvőiruha-kollekciójával is megjelent.

## Munkái
Wang elsősorban esküvői ruháiról ismert. Ő tervezte olyan hírességek esküvői ruháit, mint Mariah Carey, Jennifer Lopez, Thalía, Jessica Simpson, Avril Lavigne, Victoria Beckham, Jennifer Garner, Sharon Stone, Sarah Michelle Gellar, Uma Thurman, Holly Hunter, Campbell Brown, Jeri Ryan, és Karenna Gore.
Az esküvői ruhák mellett Wang estélyi ruhákat is tervez. Neves színésznők, köztük Halle Berry, Goldie Hawn, Charlize Theron, Anjelica Huston és Meg Ryan, nem egyszer Vera Wang-ruhákban jelennek meg díjkiosztó gálákon. 2006 óta alacsonyabb árfekvésű ruhái is kaphatók az amerikai Kohl's áruházlánc boltjaiban „Very Vera” márkanéven. Wang tervezte az 1994-es téli olimpián ezüstérmet nyert Nancy Kerrigan kosztümjét.

## Családja
Wang 1989 óta házas Arthur Beckerrel. Két lányuk van, az 1990-ben született Cecilia és az 1993-as születésű Josephine. Anyjukhoz hasonlóan mindketten a Chapin School tanulói.